# The Spring River Flows East
The Spring River Flows East (一江春水向東流T, 一江春水向东流S, Yī jiāng chūn shuǐ xiàng dōng liúP), tradotto anche con il titolo The Tears of Yangtze, è un film cinese del 1947, diretto da Cai Chusheng e Zheng Junli, generalmente considerato uno dei migliori film cinesi di questo periodo. La Hong Kong Film Awards lo classifica 27º nella sua classifica dei migliori film cinesi mai fatti. Fu prodotto dalla Kunlun Film Company, con una durata di oltre tre ore, è suddiviso in due capitoli; Eight War-Torn Years (八年離亂) e The Dawn (天亮前后), realizzate entrambe nello stesso anno.
Il film racconta le avventure e le tribolazioni di una famiglia prima e dopo la seconda guerra sino-giapponese. La prima parte del film, Eight War-Torn Years racconta i primi anni di vita e di matrimonio di una giovane coppia di classe operaia, Sufen (Bai Yang), e Zhang Zhongliang (Tao Jin) e della tensione che nasce quando il marito è costretto ad andare a Chungking lasciando la famiglia a Shanghai, durante la guerra.
La seconda parte del film parla del ritorno di Zhang Zhongliang (sposato con un'altra donna) a Shanghai, il quale troverà Sufen a lavorare per una ricca famiglia borghese come domestica.

## Trama

### Prima parte:The Eight War-Torn Years
La prima parte del film è ambientata a Shanghai e sull'incidente di Mukden del 1931. Suffer lavora in una fabbrica tessile; Zhang Zhongliang dà lezioni serali ai lavoratori. Nel corso di una celebrazione della festa nazionale (10 ottobre) in fabbrica, Zhang raccoglie finanziamenti da donare ai Volontari dell'Esercito che stanno combattendo gli invasori giapponesi nella Cina nord-orientale. Per questo gesto viene rimproverato dal Direttore Wen, per aver tramato contro i giapponesi.
Sufen e Zhongliang si sposano di li a poco, avranno un figlio, che chiamarono Kangsheng ("per resistere e per vivere"). È il periodo dell'invasione di Shanghai da parte dei giapponesi. Il Direttore Wen manda il suo cugino, Wang Lizhen (Shu Xiuwen), a Hankou, nell'interno della Cina per evitare la guerra. Nel frattempo, Zhongliang si unisce alla Resistenza nell'entroterra come medico, mentre la madre (Wu Yin), Sufen e il loro bambino, che rimarranno a Shanghai. Nel 1938, Sufen viaggia nelle province del sud con sua madre per unirsi al padre di Zhong liana e suo fratello minore Zhongmin. scende alle province con la madre di unirsi con Zhongliang di padre e fratello minore Zhongmin.
Le persone vivono una vita di sofferenza sotto il dominio dei giapponesi. Zhongliang viene catturato e usato come coolie, ma riesce a fuggire. Il padre di Zhongliang viene impiccato dai giapponesi per aver cercato di tenersi il compenso sul prelievo del grano. Successivamente i guerriglieri della resistenza riusciranno a estirpare i soldati giapponesi dal villaggio, portando in salvo gli abitanti nelle basi tra le montagne. Tuttavia, Sufen e la madre di Zhongliang furono mandate a Shanghai.
Zhongliang si rifugia Chungking, città che era al di fuori della sfera di influenza dei giapponesi, dove non riesce a trovare un posto di lavoro. Lizhen gli dà un posto dove stare a casa sua e gli trova un lavoro presso l'azienda di suo padrino. Tuttavia, scopre ben presto che, come quasi tutti gli altri nel suo ufficio, non ha praticamente nulla da fare. Diventa un fannullone, si sente oppresso e dagli spensierati atteggiamenti borghesi attorno a lui. Alla fine soccombe al fascino della mentalità liberale Wang Lizhen.
Nel frattempo, a Shanghai, Sufen lavora in un campo da guerra per rifugiati, mentre si prende cura della madre di Zhongliang. Il film si conclude con una scena di un temporale torrenziale che colpisce la loro baraccopoli.

### Seconda parte:The Dawn
Il film prosegue con la storia di Zhang Zhongliang a Chungking. Dopo la sua relazione con Wang Lizhen, è promosso a segretario privato del padrino Pang Hao Gong di Wang, e diventa un imprenditore accorto. Sufen, d'altra parte, continua a lavorare nel campo profughi. Il loro figlio è cresciuto ed ora è un ragazzo. Il Giappone decide di smantellare il campo profughi per scopi militari, e ordina l'evacuazione di tutti i rifugiati.
Zhongliang e Wang Lizhen si sposano. I giapponesi, infine si arrendono nell'agosto 1945. Zhongliang vola di nuovo con Pang a Shanghai mentre Lizhen rimane riluttante a Chungking. A Shanghai, i nazionalisti cominciano le ronde contro le persone associate con i giapponesi, tra cui Direttore Wen, e li rinchiudono in prigione. La moglie, Wenyan, nel frattempo, diventerà l'amante segreta di Zhongliang.
Le condizioni economico sociali del dopoguerra sono dure. Sufen non può nemmeno permettersi di rimanere in affitto nella baracca, e non riesce ad entrare in contatto con il marito. Offre così i suoi servizi come domestica presso Lui wenyan. Nel frattempo, Wang Lizhen arriva a Shanghai. Kangsheng, figlio di Zhongliang, diventa un venditore di giornali.
Ha Wenyan organizza un cocktail party per la festa nazionale. Mentre portava in un vassoio con bevande per gli ospiti in sala, Sufen incontra improvvisamente Zhongliang, che sta per ballare un tango con la sua nuova moglie. Scioccata, le cade il vassoio, attirando l'attenzione di tutti gli ospiti, e sotto la pressione di Wang Lizhen, confessa a tutti che Zhongliang è suo marito. C'è un putiferio, e Sufen scappa, mentre Lizhen sviene nella sua stanza al piano di sopra. Una volta sveglia, Lizhen promette vendetta mentre Wenyan gongola privatamente sulla sua sventura.
Sufen torna durante la notte, nonostante il coprifuoco a mezzanotte, legge una lettera di Zhongmin, che ora ha è sposato la sua fidanzata e sta insegnando in campagna. Sufen si confida con la madre di Zhongliang che il figlio è tornato e ha sposato un'altra donna. Vanno a confrontarsi Zhongliang al palazzo di Wenyan.
Lizhen insiste a chiedere il divorzio tra Zhongliang e Sufen. Vergognata e totalmente disillusa, Sufen corre fuori di casa con il figlio dirigendosi sulla banchina, dove si chiede a suo figlio di comprare qualcosa da mangiare. Quando tornerà, lei sarà morta annegata nel fiume.

## Produzione

### Titolo
Il titolo deriva da una poesia composta dall'ultimo sovrano della dinastia Tang, Li Yu (936/7 - 978). La poesia, To the tune of ‘the Beauty Yu’ ("La bellezza Yu" è il nome metaforico del papavero) è stato scritto poco dopo la caduta del suo regno per mano della dinastia Song:
As much as a river of spring water flowing east.»
Tanto quanto un fiume d'acqua di sorgente che scorre ad est.»
(Li Yu, Oh When Will Autumn Moon and Spring Flowers End)

## Influenze culturali
Il film è stato rifatto nel 2005, adattamento televisivo interpretato da Hu Jun, Anita Yuen, Carina Lau, e Chen Daoming, ma in questa versione più recente il titolo venne tradotto in inglese in The River Flows Eastwards. Un adattamento teatrale diretto da Hao Weiya sotto il titolo Yi Jiang Chunshui, su libretto di Luo Zhou e Yu Jiang (sceneggiatore), è stato premiato al Shanghai Grand Theater nell'ottobre 2014.